# Wilhelm Dittus
Wilhelm Dittus (* 22. Oktober 1900 in Wart bei Altensteig; † 9. November 1980 in Berlin) war ein deutscher Jurist und Ministerialbeamter.

## Leben
Dittus, Sohn eines staatlichen Försters und evangelischer Konfession, studierte von 1920 bis 1923 Rechtswissenschaften in Tübingen und München. Er war seit 1920 Mitglied der Studentenverbindung Akademische Gesellschaft Rothenburg Tübingen. Er legte 1923 die erste und 1926/27 die zweite höhere Dienstprüfung ab. 
1927 trat er in die württembergische Innenverwaltung ein. Zum 1. Mai 1933 trat er der NSDAP bei (Mitgliedsnummer 3.223.148). Er leitete von 1934 bis 1936 als Amtsverweser den Kreis Saulgau. Die Ernennung zum Landrat scheiterte an Vorbehalten der NSDAP. 1936 wurde er in Schorndorf Amtsverweser und 1938 dort Regierungsrat. 1938 wurde er als Hilfsarbeiter ins Reichsarbeitsministerium nach Berlin abgeordnet. 1939 wurde er Oberregierungsrat in der württembergischen Innenverwaltung und blieb abgeordnet ins Reichsarbeitsministerium. 1941 wurde er dort Oberregierungsrat
Nach 1945 war er Referent für Baurecht und Aufbau beim Magistrat von Berlin. Ab 1951 war er im Bundesministerium für Wohnungsbau in Bonn tätig zuletzt als Ministerialrat. 1953 wurde er Honorarprofessor an der TU Berlin. Von 1959 bis 1967 leitete er die Berliner Vertretung des Bundesministeriums für Wohnungsbau und Städtewesen. 1967 trat er in den Ruhestand.